# Úniková cesta
Úniková cesta jsou komunikační prostory v budově, které vedou na volné prostranství mimo budovu a umožňují bezpečnou evakuaci všech osob, které se v budově nacházejí.

## Dělení únikových cest dle českých norem

### Chráněná úniková cesta

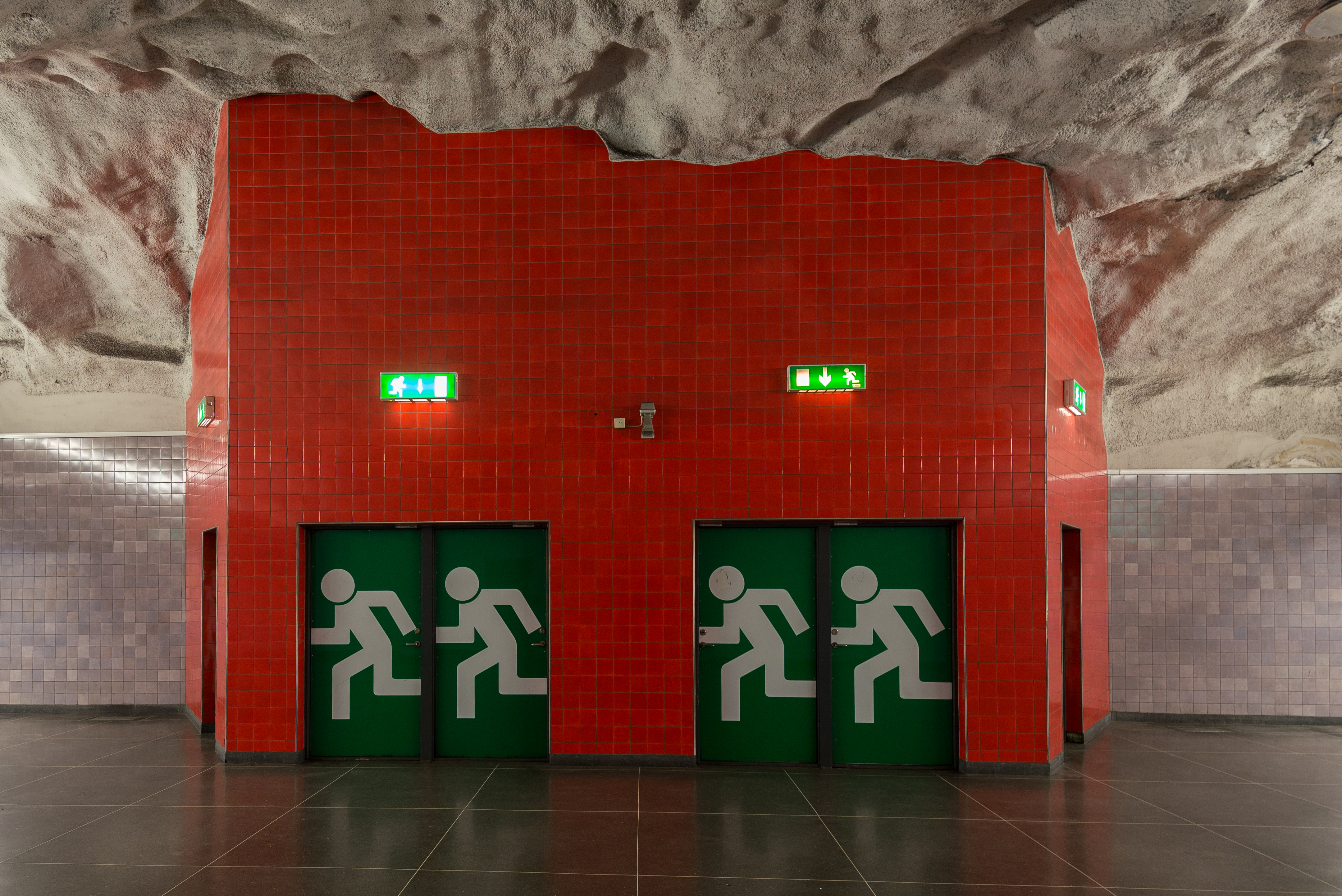
Únikový východ ve stockholmském metru

Chráněná úniková cesta (CHÚC) je trvale volný komunikační prostor, který tvoří samostatný požární úsek, chráněný proti účinkům požáru a vniknutí kouře. Podle způsobu větrání a oddělení od ostatních požárních úseků se CHÚC dělí na:
- CHÚC typu A – Přirozené nebo nucené větrání[2], od ostatních požárních úseků je oddělena kouřotěsnými dveřmi s požární odolností se samozavíračem. Větrací okno by mělo mít minimálně 10 % podlahové plochy místnosti a mělo by být umístěno v nejvyšším místě únikové komunikace.[3]
- CHÚC typu B – Nucené větrání, součástí CHÚC je navíc také požární předsíň s dalšími kouřotěsnými dveřmi. Požární předsíň by měla mít otevíratelné okno či stropní otvor o minimální ploše 1,4 m².[3] Také může být dispozičně stejná s CHÚC typu A, pokud je vybavena přetlakovým větráním.
- CHÚC typu C – Musí být vybavena přetlakovým větráním a požární předsíní s dalšími kouřotěsnými dveřmi. Oproti předchozím variantám se prodlužuje doba, po kterou se mohou na únikové cestě lidé zdržovat, a to až na 30 minut.

Požadovaný typ chráněné únikové cesty se stanovuje podle výšky objektu, počtu únikových cest a počtu evakuovaných osob.

### Nechráněná úniková cesta
Nechráněná úniková cesta (NÚC) je každý trvale volný komunikační prostor, který směřuje na volné prostranství nebo do chráněné únikové cesty. Vedena může být také sousedním požárním úsekem, kde však již musí být zakončena vchodem do CHÚC nebo východem na volné prostranství. Maximální přípustná délka NÚC se pohybuje v rozmezí 10-90 metrů, závisí zejména na požárním zatížení a počtu dostupných směrů úniku. Mezní délka může být také pevně stanovena věcně příslušnými normami (např. bytové domy, hotely).

## Značení únikových cest

Symbol únikového východu

Na pracovištích a v objektech, kde se může vysktovat veřejnost, musí být vybaveny příslušným bezpečnostním značením všechny únikové cesty, směry úniku a evakuační výtahy. Z každého místa na únikové cestě musí být viditelná následující značka, která určí další směr úniku.

## Únikový východ v dopravě
Ve veřejné dopravě musí být dostupné východy pro případ, kdy nelze použít standardní východy:
- Dálkově ovládané dveře mají mít mechanismy pro nouzové otevírání v blízkosti dveří
- Dopravní prostředky mají být vybaveny nouzovými dveřmi, okny a poklopy. Pro únik oknem, lze použít bezpečnostní kladivo, které sklo okna roztříští
- V letadlech se pro evakuaci používají skluzavky a nouzové východy